# インターネットチャンネル
『インターネットチャンネル』とは、任天堂がオペラ・ソフトウェア社と共同開発した、ウェブページを閲覧するためのWiiチャンネルである。
このチャンネルは、Wiiをインターネットに接続して、Wiiショッピングチャンネルよりダウンロード（無料）することで利用可能となる。また、インターネットチャンネルの機能上、利用時にもインターネットに接続する必要がある。
現在はサービスを終了している。

## 概要
ウェブブラウザとして「Opera」を採用。インターネットチャンネルで使用されるOperaにはパソコン向けのものと同じコア（ウェブブラウザとしての根幹部分）が採用されており、AjaxやAdobe Flashを用いたページの表示なども可能である。
任天堂ホームページ（インターネットチャンネル配信後に製作・更新された部分のみ）やWii公式ホームページのWii.com、Yahoo! JAPANのトップページなど一部のウェブサイトは、インターネットチャンネル用に編集された専用のものが表示される。具体的には、Wiiのデータ処理能力でも処理落ちなどがしにくいよう画像やアイコンのレイアウトなどが変更される、同様の理由で一部の動画やサウンドが自動的にオフにされる（視聴可能にするアイコンも表示されない）、operaに対応していないソフトが必要なものは事前に「パソコンをご利用ください」と表示され視聴不能にされている、などがある。
インターネットチャンネルには「お試し版」と「正式版」の2種類があり、現在配信されている「正式版」が配信開始となるまでは、「お試し版」が配信されていた。

## お試し版
配信期間：2006年12月22日 - 2007年4月11日

### 概要
お試し版は、正式版に搭載されている機能が一部制限されているが、インターネットブラウザの基本的な機能は概ね搭載されている。しかし、動作不良や問題点も数多くあり、快適とは言えない。なお、正式版（後述）が配信開始となったため、2007年4月11日にお試し版の配信を終了した。

### お試し版の不具合・問題点
- 一部のFlashを用いたWebページやメモリー使用量が多いサイトを開いた際にフリーズ、強制的に再起動、前のページに戻るなどの動作をしてしまう。
- 検索機能が搭載されていないので、URLを直接入力する他に、検索ポータルサイトをお気に入りに登録する必要がある。
- インターネットチャンネルの起動に10～20秒程度かかってしまう。また、お気に入りを多く登録した場合、全部表示されるまでに時間がかかる。
- ズームが2段階しかない。
- 本体同梱のコンポジットケーブル、または別売のS端子ケーブルを使用した場合、ズームをしなければテレビによっては文字潰れやにじみが発生し、読みにくい場合がある。
- PC版Opera（バージョン9.00）に存在している、リモートコードの実行が可能な脆弱性が存在する[1][2]。

### ダウンロード料金
「お試し版」は無料でダウンロード可能だった。

## 正式版（2007年4月12日版）
配信期間：2007年4月12日 - 10月9日

### 概要
2007年4月12日に配信開始となった「正式版」では、お試し版で発生した不具合や問題点が大幅に改善されている。また、ユーザーからの意見も多く取り入れており、機能面でも強化されている。以下がその変更点。
搭載エンジンのバージョンアップ
Opera 9.10を搭載。お試し版よりブラウザのバージョンがアップしたことにより、お試し版で存在した脆弱性が解消されている。
検索機能追加
スタートページやツールバーに検索ボタンが追加され、簡単にウェブ検索をすることができる。検索エンジンはGoogleかYahoo! JAPANのどちらかが選択できる。なお、Yahoo! JAPANでの検索結果ページはテレビ画面でも見やすいようにレイアウトの調整が行われている。
ステップズーム機能追加
お試し版に搭載されていた、選択しているエリアを中心に自動で最適な倍率を計算してズームをするエリアズームに加えて、多段階にズーム調整をすることができる。
十字ボタンスクロール追加
お試し版に搭載されていたBボタンスクロールに加えて、Wiiリモコンの十字ボタンでもスクロールができる。
Bボタンスクロールの挙動変更
お試し版では『ニュースチャンネル』のように、表示範囲の中央を基準として、ポインターを移動させた方向（や距離）にスクロール（距離に比例して速さが変わる）していったが、正式版ではBボタンを押し始めた場所が基準となっている。また、基準点からの矢印でスクロールの方向・速さを示すガイドが表示されるようになった。
マルチカーソル機能追加
1PのWiiリモコンだけでなく、2P～4PのWiiリモコンも使用して画面を指し示すことができる。ただし、ポインター機能のみ対応しており、操作は1Pのみが行える。
ツールバー自動非表示機能追加
画面下に表示されるツールバーは「常に表示」「自動」「手動」の3種類の表示方法が選択できる。「自動」を選択した場合、Wiiリモコンのポインタを画面下に表示されているツールバーから離すと、自動的にツールバーが消え、表示領域が広くなる。再び近づけると、表示される。
ショートカットキー追加
次のショートカットキーが追加された。
Bボタン ＋ 十字ボタン 左　＝　検索
Bボタン ＋ 十字ボタン 右　＝　アドレス入力
Bボタン ＋ 十字ボタン 上　＝　ページの更新
Bボタン ＋ 十字ボタン 下　＝　お気に入り
Bボタン ＋ （＋）ボタン　＝　すすむ
Bボタン ＋ （－）ボタン　＝　もどる
動作速度改善
起動時間を大幅に短縮、お気に入りもすぐに表示される。
文字にじみ改善
アウトラインフォント機能を搭載し、文字にじみが改善された。
ソフトキーボード改善
英数入力モードのときは初めから半角に設定されている。なお全角英数字を入力する際や、ある程度文字を打った後一度で全ての文字を漢字変換する際は、十字ボタンの下を押すことで変換される。またURL検索では「www.」や「.co.jp」などの定型文が用意されている。
その他、お試し版で発生した不具合等が改善されている。例えば、お試し版では表示が不可能であったり、不具合が生じてしまったサイトへのアクセスが正式版では可能となっている。

### ダウンロード料金
2007年6月30日までは無料だったが、2007年7月1日より有料（500Wiiポイント）となった。

## 正式版（2007年10月10日版）
配信期間：2007年10月10日 - 2009年8月31日

### 概要
2007年10月10日に正式版がアップデートされ、以下の点が変更された。
搭載エンジンのバージョンアップ
Opera 9.3が搭載された。Flash Player及びJavaScriptに関する脆弱性にも対策。
USBキーボード対応
市販のUSBキーボードをWii本体背面のUSB端子に接続することで、文字入力の際に利用できる。矢印キーでスクロールしたり、+-キーでズームしたり、Ctrlキーと矢印キーで前後ページへ移動するなどショートカットキーも割り当てられた。
ソフトウェアキーボード改良
Wiiリモコンのマイナス（-）ボタンに文字の削除、BボタンにShiftキー機能が割り当てられたり、変換機能がONのとき文字を入力すると変換ボタンが表示されたりするようになる。
文字列選択検索
ウェブページ上でWiiリモコンにより文字列を選択した後検索ボタンを押すことによって、その文字列で検索できるようになった。
「ページ情報」からのURL編集

Wii伝言板との連動機能
Wii伝言板上のURLから直接インターネットチャンネルによりそのページを開くこと、またインターネットチャンネルの「お気に入り」よりURLなどをWii伝言板のメールとして送ることができるようになった。
「お気に入り」の最大登録数増加
48個から56個に増加。
ズーム時の表示
ズームで100%表示になった際に、音が鳴り画面右上に100%と一瞬表示されるようになった。
「ウィジェットビューモード」搭載
Opera Widgets（Widget）への対応。

### 問題点
- キャッシュ用のメモリ領域が足りない場合、自動でキャッシュを消去する形から、一度ページの表示等を停止しwebページの再更新をうながす警告ダイアログが出る形に変更されたため（再更新時に該当ページ以外のキャッシュファイル消去）、大容量のストリーミングデータの視聴などに関しては途中で一度停止してしまう事がある。
- 搭載されているFlashのバージョンが7であるため、以後のバージョンを想定したFlashが正常に動作しない場合がある。

### ダウンロード料金
新規購入の場合は有料（500Wiiポイント）、お試し版と正式版（2007年4月12日版）からのアップデートの場合は無料だった。

## 正式版（2009年9月1日版）
配信期間：2009年9月1日 - 2019年1月31日

### 概要
2009年9月1日に正式版がアップデートされ、以下の点が変更された。
Adobe Flashの変更
Adobe Flashのバージョンが「Adobe Flash 7」から、携帯機器で主に採用されている「Adobe Flash Lite 3.1」に変更されたため、以前のバージョンよりもFlashが使われているページの表示速度が速くなった。
また、Adobe Flash Lite 3.1はAdobe Flash 8をベースにして作られているため、Adobe Flash 8以前のバージョンをサポートしているウェブページの表示が出来るようになった。ただし、H.264形式の動画再生などAdobe Flash 9以降で追加された機能を利用するページには対応していないなど、Adobe Flash 8以前のバージョンがサポートされていないページは表示できない。
「お気に入り」の各種処理高速化
お気に入り画面の表示・並べ替え・削除などの各種処理が高速化された。
使用ブロック数の減少
『インターネットチャンネル』の保存に必要なWii本体内蔵メモリやSDメモリーカードのブロック数が、225ブロックから195ブロックにサイズダウンした。
文字変換候補の追加
文字変換ソフトの内蔵辞書が更新（Wii伝言板で使用されているものに変更）され、文字変換の際に表示される変換候補の語句数が増加した。また、アルファベットを入力したときにも一部を除き候補が出るようになった。

### ダウンロード料金と再無償化について
今回のバージョンより再び新規購入のダウンロード料金が無料になった。以前のバージョンからのアップデートも無料で可能。
なお、有償（500Wiiポイント）でダウンロードしたユーザーと無償でダウンロードしたユーザーとの不公平感をなくすため、有料で配信されていた期間（2007年7月1日 - 2009年8月31日）にダウンロードしたユーザーには、2009年10月21日から2009年12月31日までの間に、バーチャルコンソールで配信されている価格が500Wiiポイントのファミコン用ソフト1本を無料でダウンロードできるという形で、購入時に支払った500Wiiポイントが実質返還された。

## 仕様
- ブラウザエンジン
  - 2007年4月12日版：Opera 9.1
  - 2007年10月10日版以降：Opera 9.3
- ユーザーエージェント
  - 2007年4月12日版：Opera/9.10（Nintendo Wii; U; ; 1621; ja）
  - 2007年10月10日版：Opera/9.30（Nintendo Wii; U; ; 2047-7; ja）
  - 2009年9月1日版：Opera/9.30 (Nintendo Wii; U; ; 3642; ja)
- プロトコル：HTTP、HTTPS
- 対応形式：HTML4.01、XHTML1.1、WML2.0、CSS2.1、ECMAScript、DOM2、SSL2.0 / 3.0、TLS1.0 / 1.1
- Cookie：対応（本体保存可能）
- 対応画像・動画形式：BMP、GIF、JPEG、PNG、Adobe Flash
- Adobe Flashバージョン
  - 2007年10月10日版まで：Flash 7
  - 2009年9月1日版：Adobe Flash Lite 3.1 (Flash 8 相当)
- ビデオコーデックの対応状況
  - 2009年9月1日版：Sorensonと一部のOn2 VP6に対応。H.264には非対応
- ページ表示解像度（ズーム率100%時）
  - ツールバー表示中：800×528ピクセル（4:3モード）、800×396ピクセル（16:9モード）
  - ツールバー非表示：800×628ピクセル（4:3モード）、800×472ピクセル（16:9モード）
- 日本語入力システム：ATOK
- お気に入り最大登録数
  - 2007年4月12日版：48個
  - 2007年10月10日版以降：56個